# Trusziwci
Trusziwci (ukr. Трушівці) – wieś na Ukrainie, w obwodzie czerkaskim, w rejonie czerkaskim. W 2023 liczyła 931 mieszkańców.